# Drapelul Mongoliei

Steagul Mongoliei, 1:2

Actualul steag al Mongoliei a fost adoptat la 12 februarie 1992. Este similar cu steagul introdus în 1949, cu excepția stelei comuniste, care a fost scoasă de pe steag în 1992, doi ani după tranziția la democrație și dizolvarea Republicii Populare Mongole. Steagul actual are trei benzi verticale, cu roșu pe părți și albastru în centru. Pe partea stângă a steagului este plasată emblema națională (soyombo).

## Steaguri istorice

Steagul Republicii Populare Mongole (1949-1990), Steagul Mongoliei (1990-1992)